# Morinia longitarsis
Morinia longitarsis är en tvåvingeart som först beskrevs av Wulp 1895.  Morinia longitarsis ingår i släktet Morinia och familjen parasitflugor. Inga underarter finns listade i Catalogue of Life.